# Carcelia albatella
Carcelia albatella är en tvåvingeart som beskrevs av Villeneuve 1941. Carcelia albatella ingår i släktet Carcelia och familjen parasitflugor. Inga underarter finns listade i Catalogue of Life.